# Rotbraune Ulmeneule
Die Rotbraune Ulmeneule (Cosmia affinis) ist ein Schmetterling (Nachtfalter) aus der Familie der Eulenfalter (Noctuidae).

## Merkmale

### Falter
Die Falter haben eine Flügelspannweite von 28 bis 33 Millimetern und überwiegend dunkel rotbraun bis graubraun gefärbte Vorderflügel. Sie können aber auch gelbbraune oder schwärzliche Tönungen zeigen. Die gegen den Innenrand etwas eingeschnürten Querlinien enden am Costalrand in zwei weißen Flecken. Das Saumfeld ist etwas aufgehellt und enthält einen weißlichen Fleck nahe am Apex. Ring- und Nierenmakel erscheinen oftmals undeutlich und sind gelegentlich mit schwarzen Punkten zentriert. Die Hinterflügel sind auffallend dunkel graubraun, am Außensaum fast schwarz und mit gelben Fransen versehen.

### Ei, Raupe, Puppe
Das Ei ist kugelig geformt, hat eine stark abgeplattete Basis mit kräftigen Längsrippen in den oberen zwei Dritteln und ist grünlich gelb gefärbt. Die Raupen haben eine gelbliche bis grüne Farbe sowie eine weiße Rückenlinie, weiße Seitenstreifen und gelegentlich unregelmäßig verteilte, schwarze Punkte und Flecke. Die Puppe hat eine rotbraune Farbe und zeigt oftmals eine bläuliche Bereifung.

### Ähnliche Arten
- Weißflecken-Ulmeneule (Cosmia diffinis). Hier überwiegen etwas hellere rotbraune Farbtöne, Ring- und Nierenmakel sind nicht erkennbar. Die weißen Flecke am Costalrand treten größer und leuchtender hervor.
- Cosmia confinis. Diese etwas kleinere südosteuropäische Art hat oftmals eine blassere rotbraune oder ins gelbliche tendierende Grundfärbung, ähnelt in der Zeichnung mehr diffinis und hat auch hellere Hinterflügel im Vergleich zu affinis.
- Violettbraune Ulmeneule (Cosmia pyralina). Bei dieser Art fehlen normalerweise die weißen Flecke am Costalrand gänzlich, lediglich ein längliches, helles, verwischtes Zeichen nahe der Flügelspitze ist erkennbar.

## Verbreitung
Die Art ist in Mittel- und Südeuropa lokal verbreitet, nördlich bis Nordengland, Dänemark,  den Südteil Schwedens bis nach St. Petersburg. Im Osten reicht das Vorkommen durch Nord- und Mittelasien bis nach Japan. Außerdem kommt sie in Nordwestafrika vor. Die Rotbraune Ulmeneule bewohnt hauptsächlich wärmere Gegenden, buschige Waldränder, Bachtäler und Auwälder, aber auch Gärten und Parkanlagen. In Österreich ist sie verbreitet, aber sehr selten.

## Lebensweise
Die Falter sind nachtaktiv, kommen an künstliche Lichtquellen und Köder und fliegen überwiegend von Juni bis August. Die Raupen sind bevorzugt an Ulmen (Ulmus) anzutreffen und hier besonders zwischen zusammengesponnenen Blättern. Vereinzelt wurden sie aber auch an Eichen (Quercus), Linden (Tilia) oder Schlehdorn (Prunus spinosa) gefunden.  Sie leben von Mai bis Juni und gelten als Mordraupen, d. h., sie greifen sowohl in der Natur, insbesondere aber bei der Zucht unter beengten räumlichen Verhältnissen, die Raupen anderer Arten, gelegentlich sogar Artgenossen, an und saugen sie aus. Dieses Verhalten ist beispielsweise auch von den Raupen der verwandten Trapezeule (Cosmia trapezina) und anderer Cosmia-Arten bekannt. Sie verpuppen sich in einem Gespinst zwischen Pflanzenteilen am Boden. Das Ei überwintert.

## Gefährdung
Die Art ist in Deutschland verbreitet, gebietsweise aber selten. Auf der Roten Liste gefährdeter Arten wird sie in Kategorie 3 (gefährdet) eingestuft.